# Assiminea latericea
Assiminea latericea е вид охлюв от семейство Assimineidae. Видът не е застрашен от изчезване.

## Разпространение и местообитание
Разпространен е във Виетнам, Китай (Гуандун, Гуанси, Джъдзян, Дзянсу, Ляонин, Фудзиен, Шандун и Шанхай), Провинции в КНР, Северна Корея, Тайван, Хонконг и Южна Корея.
Обитава сладководни басейни и реки.